# Chaîne de Belledonne
La chaîne de Belledonne, ou massif de Belledonne, est un massif des Alpes françaises dont une partie est proche de Grenoble, constituant une région naturelle française. Le massif est principalement situé dans le département de l’Isère, mais son versant nord-est se trouve en Savoie. Son plus haut sommet, le Grand pic de Belledonne, culmine à 2 977 m.

## Toponymie
Belledonne s'écrit sans article, contrairement à la plupart des autres massifs, et au singulier ; son étymologie a plusieurs versions.
D'après P.-L. Rousset, il faudrait chercher les origines de la toponymie dans les langues indo-européennes d'Asie centrale ; Belledonne aurait donc une origine préceltique associée aux racines bel, bal, bol signifiant « hauteur », « rocher », « belvédère » avec l'ajout plus tardif de la finale done,.
C'est l'arrivée du latin bellus qui aurait induit un glissement de sens en faisant perdre la signification première de « rocher élevé » au profit du qualificatif de « beauté ». Il aurait alors fallu expliquer ce qui était « beau », on décida un rapprochement imagé avec donna, la « mère ». Cette version poétique de la mère à l'enfant interprétable depuis le versant est par la relative ressemblance du Grand Pic à une femme ayant à ses côtés un enfant est très souvent évoquée.
Raymond Joffre accrédite cette hypothèse de bella donna, « la belle dame », que les émigrants italiens venant travailler en Oisans en passant par le col du Glandon auraient initiée. Il légitime cette origine par son caractère récent, ne trouvant trace de ce toponyme qu'à partir du XVIIIe siècle. En effet, en 1414 apparaît « mons frigidus fontis inclusis pratis de Freydana » traduit par « la montagne de la source cachée dans les prés de Freydane ». Freydana est une appellation qui se retrouve versant Grésivaudan en plusieurs lieux (au Moutaret : Frédon, Freydières, Freydon en 1260 ; à Sainte-Agnès : Freydone en 1413 ; à Morêtel-de-Mailles : cabannaria de freyduri en 1260 ; à Chapareillan : Freydière, Freydier), mais jamais dans la vallée de l'Eau d'Olle. Le Pic de Belledonne n'est évoqué que sous l'appellation de Freydane jusqu'au XVIe siècle, et uniquement côté ouest. La carte de Bourcet de 1749 entérine le nom de Belledonne pour désigner le point culminant, tandis que celle de Cassini, terminée en 1789, fait une union toponymique en écrivant Roc de Freydane ou de Belledone.
J. Bruno mentionne un mons belli dignarii de 1444, qui désigne la montagne de Bédina, et associe bedina, beldina et belledone. Selon lui, il faudrait remonter à l'ancien beldina / bel done, dont seules les formes anciennes du mot donnent son sens : bel = « obscur » + di du gaulois divos = « sacré » + na du gaulois nantos = « vallée » : c'est « la vallée sacrée ».
Autre hypothèse trouvant racine dans la langue gauloise : belo signifie « puissant », « imposant » et dunon désigne soit un lieu fortifié, soit une muraille ou un mouvement de terrain assez fort pour constituer un obstacle difficile à vaincre. Le nom Belledonne serait alors issu de belodunon, datant de 2 500 ans au moins, dont le sens se serait perdu au fur et à mesure que d'autres langues s'imposèrent.
G. Tuaillon rappelle que les gens du pays ne donnaient pas de noms aux massifs montagneux. Belledonne serait d'abord le nom d'un petit torrent. Ce n'est qu'au XVIIIe siècle que le nom a désigné le massif. Cependant, d'après le dictionnaire de Pilot de Thorey, il n'existe aujourd'hui pas de torrent ayant le nom de Belledonne.
Le sommet du massif portait un nom différent selon le versant : le Roc de Freydone côté Grésivaudan (qui évoluera en orthographe et en lieu, pour être aujourd'hui le col de Freydane) désignait le point culminant, nommé Pic de Belledonne côté Eau d'Olle.
Une autre hypothèse a aussi cours, il s'agit du rapprochement avec la plante Atropâ Belladona[réf. nécessaire], surnommée « Belle Dame » en référence aux romaines de l'Antiquité se servant d'extraits utilisés pour donner du brillant aux yeux ou comme fard.
Vers la Savoie, certains désignent parfois le massif au pluriel en y ajoutant l'article « les », Belledonne semblant évoquer un pluriel à consonance italienne.
Dans la partie centrale de Belledonne, le massif des Sept Laux comprend un ensemble de sommets et de lacs ; il a d'abord été connu sous le nom de « montagne abîmée » en 1622 (parois et vallons donnant sur de profondes vallées), puis de Cælo sur la carte de Tillemon en 1690 : en latin, Cælum-i-o signifie « montagne du ciel » (reflets des lacs ou sommets élevés ?). Ensuite, en 1803, le comte de Barral fit dresser une carte pour figurer dans son contrat de 2e mariage où l'on trouve l'orthographe Ceylau qui, déformée phonétiquement, devint Sept Laux. Ainsi, Laux ne serait pas le pluriel de « lac », d'autant plus que le plateau central de ce massif comporte quatorze lacs nommément désignés, et non sept. Les Sept Laux ne désignent donc pas « les sept lacs ».

## Géographie

### Situation
Le massif s'étend sur 70 km de long et 20 km de large.
Il est bordé par de profondes vallées, notamment au nord-est avec la Maurienne (Arc) qui la sépare des massifs de la Lauzière et de la Vanoise, au nord par la combe de Savoie (Arc et Isère) qui la sépare du massif des Bauges, à l'ouest du Grésivaudan (Isère) qui le sépare du massif de la Chartreuse, au sud-ouest du Y grenoblois (Drac et Romanche) qui le sépare du massif du Vercors et au sud de la basse vallée du Drac et de l'Oisans (Romanche) qui le sépare du massif du Taillefer. Au sud-est, les vallées de l'Eau d'Olle et des Villards séparées par le col du Glandon, moins profondes que les autres vallées, isolent la chaîne de Belledonne des Grandes Rousses et du massif des Arves. L'extrémité septentrionale du massif est constituée de la colline sur laquelle s'élève le château de Chamousset, son extrémité orientale par celle sur laquelle s'élève le château de Charbonnières, son extrémité méridionale est marquée par la croix du Moutet et son extrémité occidentale est constituée du plateau de Champagnier.
Les sommets enneigés de Belledonne constituent le décor naturel des deux plus grandes villes des Alpes françaises, Grenoble et Chambéry.

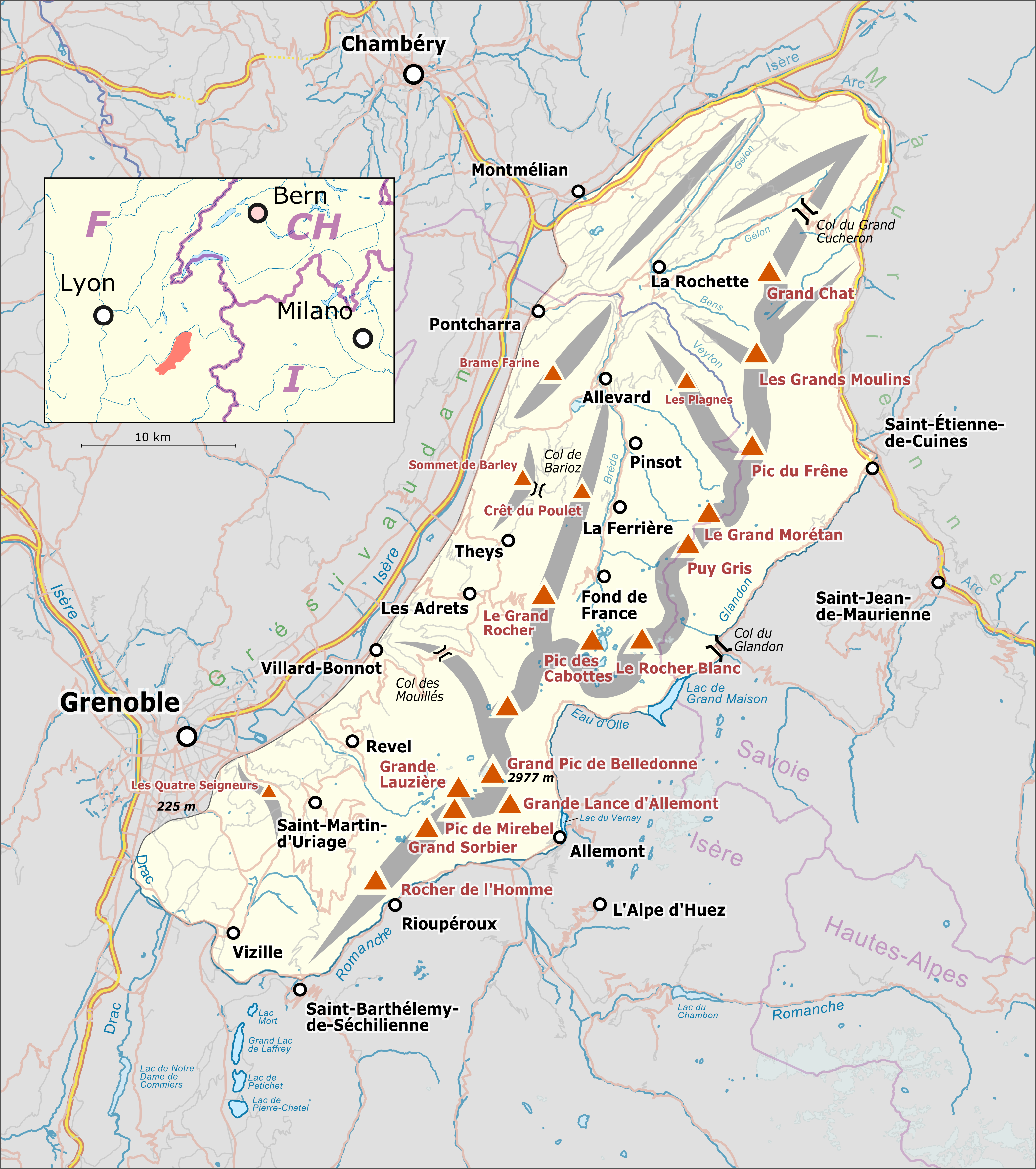
Carte de la chaîne de Belledonne avec les principaux éléments géographiques.

### Topographie
Le massif se compose de trois chaînons principaux. Du sud au nord :
- le massif de Belledonne, à proprement parler : s'étend (du sud au nord) de la vallée de la Romanche au pas de la Coche ; le point culminant est le Grand pic de Belledonne.
- le massif des Sept Laux : s'étend (du sud-ouest au nord-est) du pas de la Coche au col de la Croix ; le point culminant est le rocher Blanc.
- le massif d'Allevard : s'étend (du sud au nord) du col de la Croix à la vallée de l'Arc ; le point culminant est le puy Gris.

#### Principaux sommets

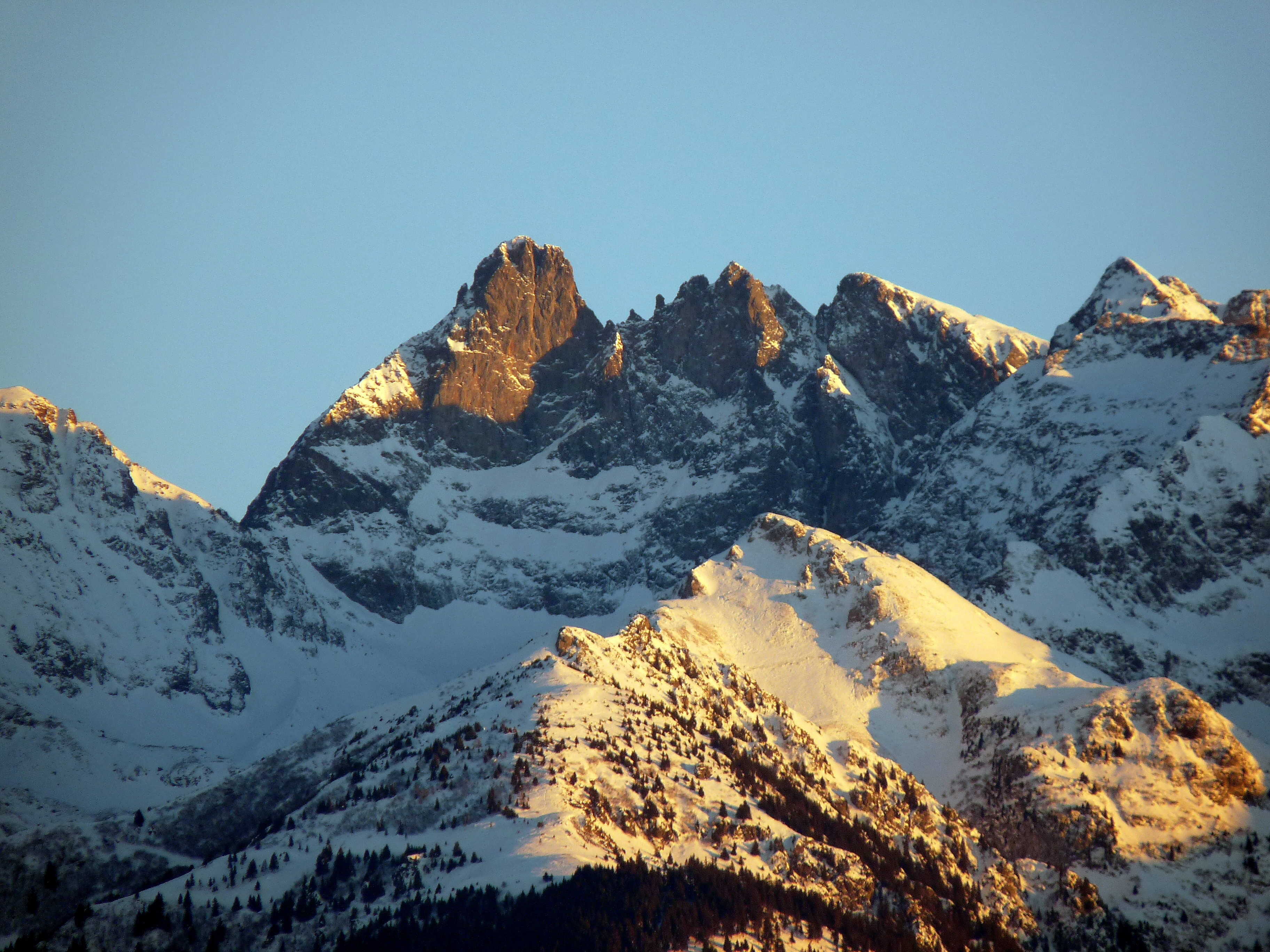
Le Grand pic de Belledonne (gauche), le pic Central de Belledonne (centre) et la Croix de Belledonne (droite).

- Le Grand pic de Belledonne, point culminant, 2 977 m
- Le pic Central de Belledonne, 2 945 m
- Le rocher Blanc, 2 928 m
- La Croix de Belledonne, 2 926 m
- L'aiguille Michel[6], 2 914 m
- Le rocher Badon, 2 912 m
- La Pyramide, 2 912 m
- Le puy Gris, 2 908 m
- Le bec d'Arguille, 2 891 m
- Le pic de la Grande Valloire, 2 887 m
- L'aiguille d'Olle, 2 885 m
- Le rocher d'Arguille, 2 885 m
- La pointe de Comberousse, 2 866 m
- La Grande Lance d'Allemond, 2 842 m
- Le Charmet de l'Aiguille, 2 826 m
- La pointe de la Porte d'Église, 2 812 m
- Le pic du Frêne, 2 807 m
- Le pic du Grand Doménon, 2 802 m
- Le Grand Morétan, 2 800 m
- La Grande Lance de Domène, 2 790 m
- Le Grand Charnier d'Allemond, 2 777 m
- Le pic Couttet, 2 764 m
- Le Grand Crozet, 2 762 m
- Le rocher de l'Homme, 2 755 m
- Roche Rousse, 2 753 m
- Le pic Lamartine, 2 752 m
- La Grande Lauzière, 2 741 m
- La cime du Sambuis, 2 727 m
- Le pic de la Belle Étoile, 2 718 m
- La dent du Pra, 2 623 m
- Le Grand Miceau, 2 618 m
- Le Grand Charnier d'Allevard, 2 561 m
- Les Grands Moulins, 2 495 m
- Le Grand Colon, 2 394 m

Vue panoramique du massif de Belledonne depuis le Moucherotte.
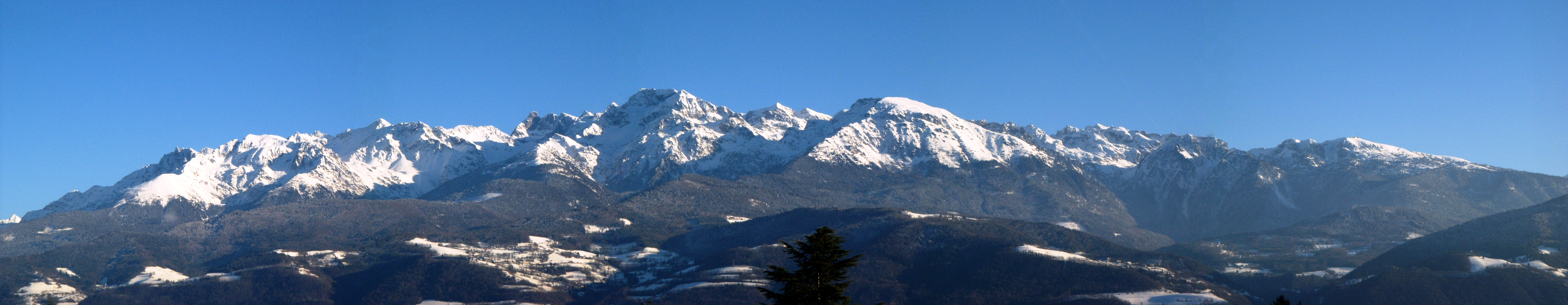
Vue panoramique de la partie sud de la chaîne de Belledonne depuis Biviers.

#### Principaux cols

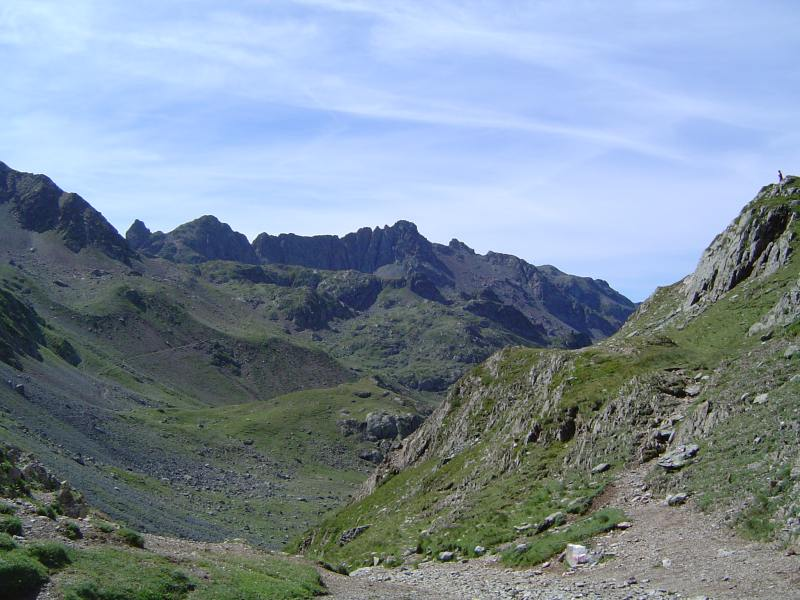
Le col de la Pra.

Véritable barrière naturelle, Belledonne n'est franchie par aucun col routier. Une caractéristique du relief de la chaîne est en effet que les cols sur la crête principale sont proches en altitude des sommets voisins.
Le pas de la Coche, séparant le massif de Belledonne proprement dit du massif des Sept-Laux, est le seul véritable point faible où la crête faîtière (ligne de partage des eaux entre l'Isère à l'ouest, l'Arc et la Romanche à l'est) s'abaisse en dessous de 2 000 m d'altitude.
Les principaux cols de la chaîne de Belledonne sont :
- Col d'Arguille, 2 755 m
- Col de la Balmette, 2 667 m
- Col des Balmettes, 2 438 m
- Col du Barioz, 1 042 m
- Col de Belledonne, 2 785 m
- Col de la Bourbière, 2 352 m
- Pas de la Coche, 1 989 m
- Col de la Croix, 2 529 m
- Col de la Frèche, 2 183 m
- Col de Freydane, 2 645 m
- Col du Loup, 2 399 m
- Col du Merdaret, 1 798 m
- Col du Merlet, 2 286 m
- Col de la Mine de Fer, 2 400 m
- Col de la Perche, 1 986 m
- Col de la Perrière, 2 003 m
- Col de la Pra, 2 171 m
- Selle du Puy Gris, 2 758 m
- Brèche de Roche Fendue, 2 482 m
- Col de Roche Noire, 2 629 m
- Col des Sept Laux, 2 184 m
- Col du Tepey, 2 716 m
- Col de la Vache, 2 556 m
- Col de la Valloire, 2 751 m

### Hydrographie

#### Principaux glaciers
- Glacier de la Sitre
- Glacier de Freydane (seul véritable glacier crevassé)
- Glacier de l'Amiante
- Glacier du Rocher Blanc
- Glacier de la Combe Madame
- Glacier de l'Argentière
- Glacier d'Arguille
- Glacier du Puy Gris
- Glacier du Gleyzin
- Glacier de Claran

#### Principaux lacs

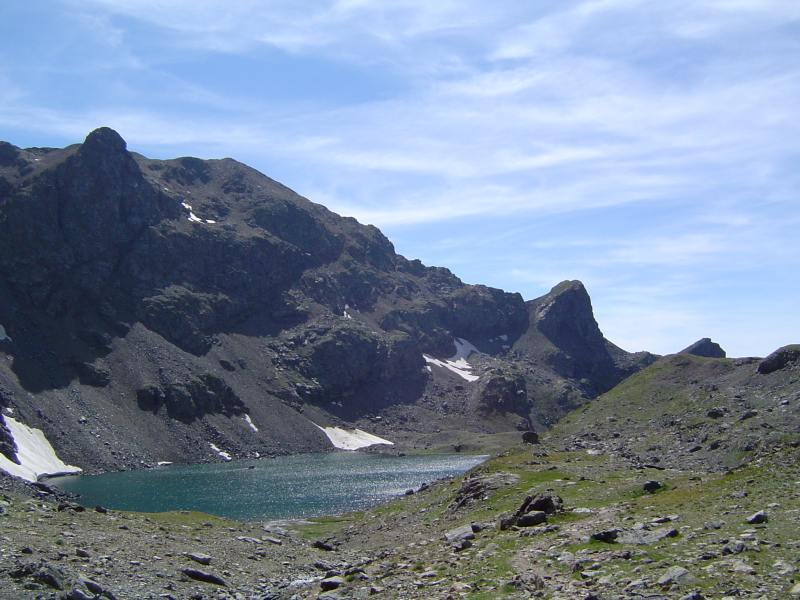
Le lac du Grand Doménon.

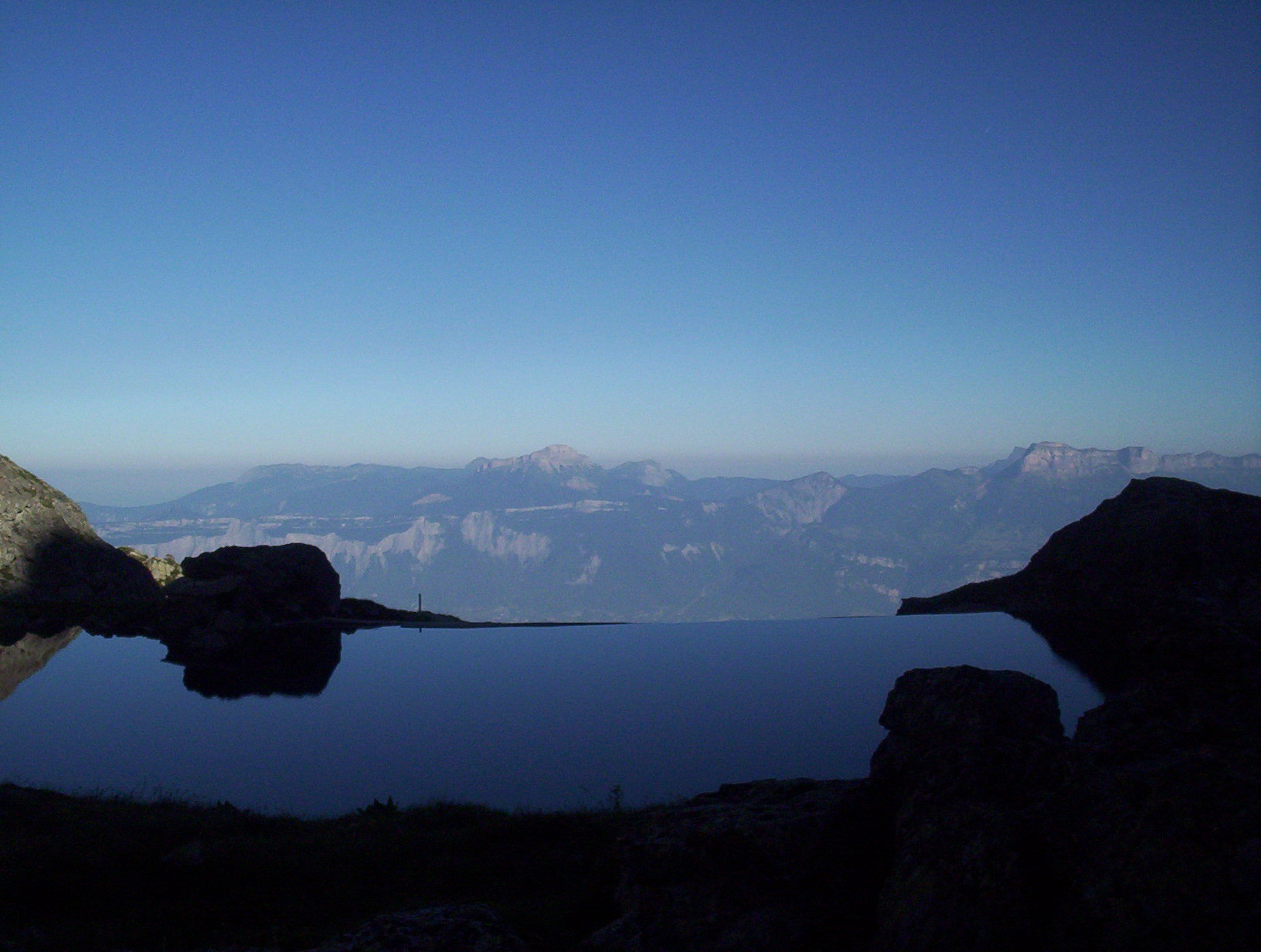
Lac du Crozet avec vue sur le massif de la Chartreuse.

- Lac Achard, 1 917 m
- Lac du Bacheux, 2 200 m
- Lacs Robert, 1 998 m
- Lac Longet, 2 027 m
- Lac Merlat, 2 044 m
- Lac du Crozet, 1 974 m
- Lac du Petit Doménon, 2 380 m
- Lac du Grand Doménon, 2 385 m
- Lac de la Sitre, 1 952 m
- Lac de Belledonne, 2 163 m
- Lac Blanc, 2 161 m
- Lac de Crop, 1 906 m
- Sept Laux
  - Lac de la Sagne, 2 065 m
  - Lac de la Corne, 2 083 m
  - Lac Jeplan, 2 144 m
  - Lac de l'Agnelin, 2 327 m
  - Lac du Cos, 2 182 m
  - Lac Blanc, 2 248 m
  - Lac Cottepens, 2 128 m
  - Lac Carré, 2 128 m
  - Lac de la Motte, 2 128 m
  - Lac Noir, 2 091 m
- Lac de la Croix, 2 415 m
- Lac des Balmettes, 2 196 m
- Lacs de la Valloire :
  - Lac de la Folle, 2 142 m
  - Lac Blanc, 2 124 m
  - Lac Noir, 2 268 m
  - Lac Glacé, 2 449 m

### Géologie
Le massif de Belledonne est un massif cristallin externe. Le granite est présent dans certaines zones (vallon de Bourbière), mais on trouve principalement du gneiss amphibolique. Le massif est très travaillé tout au long de l'hiver par des gels et dégels successifs (cryoclastie ou gélifraction). Dans les soubassements du massif, le schiste est dominant.
La chaîne de Belledonne fait partie de l'arc alpin qui prend de l'altitude, à raison d'un millimètre par an en moyenne. Elle se déplace également vers le sud-est à une vitesse relativement élevée de plusieurs centimètres par an. Ce dernier phénomène se manifeste par des éboulements et des glissements de terrain relativement fréquents dans la vallée de la Romanche, lesquels menacent en particulier le secteur des Ruines de Séchilienne.

### Faune
Outre la faune classique des Alpes (marmotte, chamois, bouquetin, lagopède…), le loup est aussi présent depuis quelques années, principalement dans le massif d'Allevard à cheval entre l'Isère et la Savoie.
Le bouquetin avait totalement disparu de Belledonne. Une vingtaine d'individus d'origine suisse (treize femelles et sept mâles) ont été réintroduits au printemps 1983 au-dessus du barrage de Grand'Maison dans la combe de l'Âne. Au printemps 2002, la population s'élevait à 900 têtes réparties sur l'ensemble du massif.
L'ours était aussi présent dans le massif. Mais chassé, il en disparut complètement dans les années 1920. Certains toponymes témoignent encore de cette présence passée, comme la cascade de l'Oursière au-dessus d'Uriage ou le Plan de l'Ours dans la vallée du Veyton.

## Histoire
Très largement utilisé avant l'apparition de l'automobile par les populations locales pour passer d'une vallée à l'autre, voire se rendre en Maurienne par le col du Glandon, le pas de la Coche aurait été utilisé par Hannibal lors de sa traversée des Alpes. Il a failli être traversé par une route. Sous l'impulsion de Joseph Paganon (1880-1937), maintes fois ministre, la D 528 devait relier Laval au Rivier-d'Allemont, mais le projet s'est arrêté à la cote 1336 côté Grésivaudan, alors que côté vallée de l'Eau d'Olle, rien n'avait été encore entrepris.
Outre les traditionnelles activités pastorales encore présentes, Belledonne a connu une activité minière jusque récemment ; en témoignent certains toponymes (col de la Mine de Fer). Tournant principalement autour de l'exploitation du fer (vallée du Bréda), il y eut aussi des mines d'argent sous la Grande Lance d'Allemont, au lieu-dit des Chalanches. Les mines des Chalanches furent exploitées de 1767 à 1890, d'abord clandestinement, puis légalement à la suite de nombreux accidents. Étienne Favier, premier alpiniste ayant gravi le Grand pic de Belledonne le 16 août 1859, y travaillait comme contremaître. Cette activité minière, grande consommatrice de bois, fut la principale responsable de la déforestation du massif.
Belledonne a aussi été un des berceaux de la houille blanche grâce à Aristide Bergès et à ses papeteries à La Combe-de-Lancey, ou sur la commune de Livet-et-Gavet. En effet, le massif de Belledonne cumule plusieurs facteurs favorables à l'exploitation de l'énergie hydroélectrique :
- pluviométrie abondante, et présence de neiges persistantes et de glaciers garantissant le débit des torrents à longueur d'année ;
- versant abrupts permettant des installations hydroélectriques avec une hauteur de chute importante ;
- proximité de la vallée du Grésivaudan et des agglomérations de Grenoble et Chambéry.

### Alpinisme
- 1859 - Première ascension du Grand pic de Belledonne par Étienne Favier
- 1882 - Pic Central par Henry Duhamel et Pierre Gaspard
- 1893 - Traversée des trois pics (Grand Pic, pic Central, Croix de Belledonne) par Ernest Thorant, H. Chaumat et P. Couvat du Terrail
- 1925 - Versant nord de la Croix de Belledonne

## Activités

### Hydroélectricité
Les principales installations hydrauliques et hydroélectriques du massif sont :
- barrages « hydronucléaires » de Grand'Maison et du Verney ;
- installations historiques sur le torrent du Doménon, le lac du Crozet et le torrent de Lancey. Ces installations datent de l'époque des pionniers de l'hydroélectricité au XIXe siècle ;
- plateau des Sept Laux : les nombreux lacs de ce plateau d'altitude ont été rehaussés par des barrages et constituent un réservoir pour la centrale située à Fond-de-France, en contrebas, mise en service en 1918 et qui produit chaque année l'équivalent de la consommation de 20 000 habitants[13] ;
- plus une multitude de microcentrales sur de nombreux torrents.

### Tourisme
Bien qu'étant proche de grandes agglomérations, le massif de Belledonne a su garder son côté sauvage et se prête l'été à la randonnée (le GR 738 fait le tour du massif) et l'hiver au ski de randonnée.
Depuis quelque temps, les cols de certaines stations attirent une nouvelle catégorie de sportifs : les descendeurs, qu'ils soient en roller, longskate, streetluge, buttboard…[réf. nécessaire]

#### Stations de sports d'hiver
La chaîne de Belledonne comporte, du nord au sud, quatre stations de sports d'hiver :
- Le Collet d'Allevard
- Le Barioz
- Les Sept Laux
- Chamrousse

La station de Val Pelouse a fonctionné de 1970 à 1986 au-dessus d'Arvillard.

## Dans la culture

### Peinture

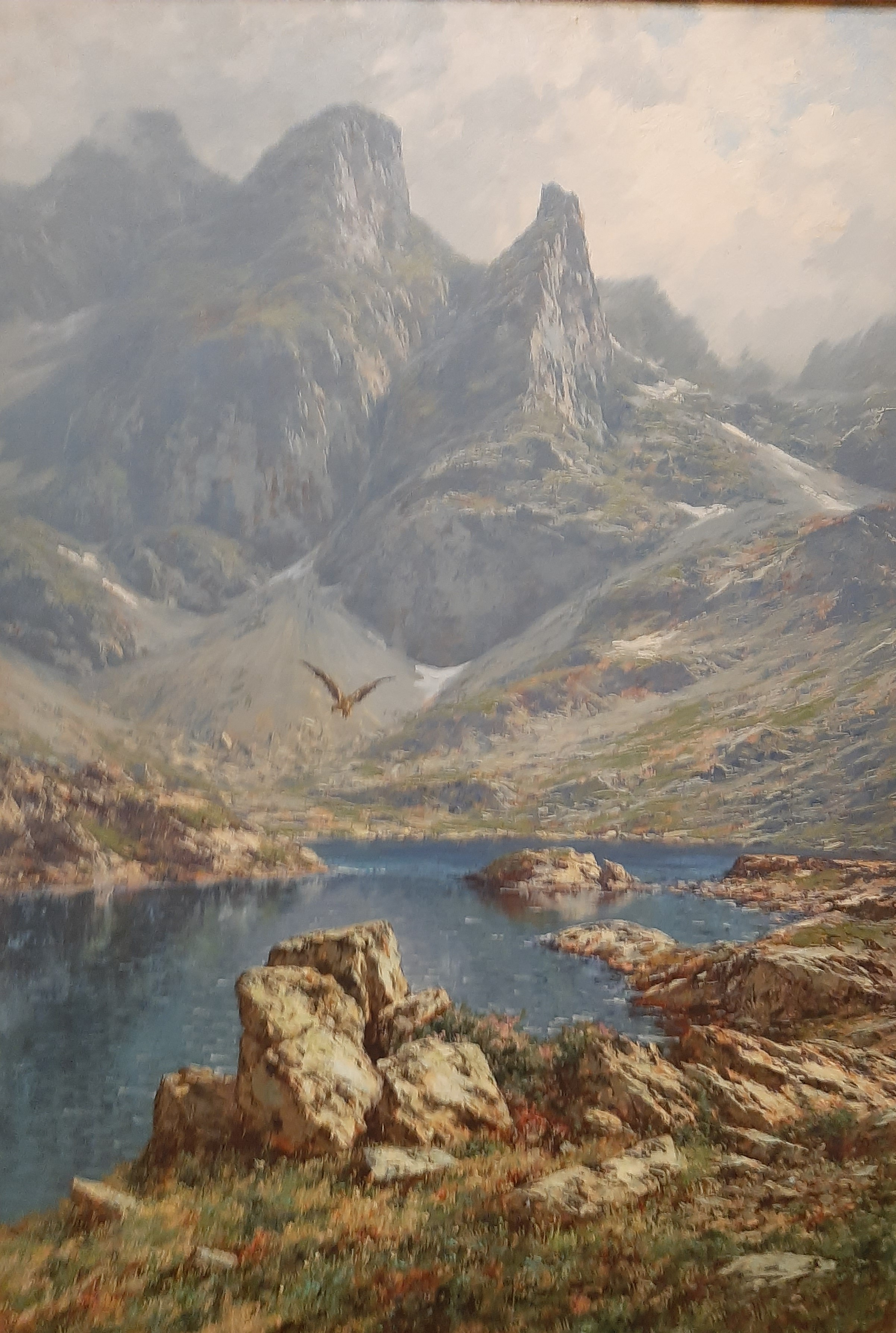
Entre deux pluies, Lac Robert (Chamrousse), Charles Bertier, Musée de Grenoble.

Les peintres de l'École dauphinoise comme Charles Bertier et Édouard Brun ont abondamment peint le massif de Belledonne, en particulier ses lacs.

### Cinéma
Le somptueux décor des pics enneigés de Belledonne a été utilisé dans plusieurs films :
- Le Hussard sur le toit de Jean-Paul Rappeneau (1995), où la dernière scène est tournée depuis le parc du château de Montbonnot, face à Belledonne ;
- Les Rivières pourpres de Mathieu Kassovitz (2000), dont plusieurs scènes ont pour décor la vallée de la Romanche, principalement dans l'ancienne maison de Charles Albert Keller à Livet-et-Gavet, entre Belledonne et Taillefer ;
- La Petite Chartreuse de Jean-Pierre Denis (2005), où le personnage principal de l'histoire fait des randonnées dans Belledonne.

#### Randonnée
- Pierre Pardon, Belledonne pour tous, Oros, 1994
- Jean-Michel Pouy, Belledonne et Sept-Laux les plus belles randonnées, Glénat, coll. « Montagne Randonnée », 2004  (ISBN 2723445186)
- Philippe Velut, Belledonne à petits pas, Génie des glaciers, coll. « Guide de Randonnée », 2e édition, 2004  (ISBN 2843471389)
- Jean-Michel Pouy, Randonnées dans le massif de Belledonne, Glénat, coll. « Rando-Evasion », 2007  (ISBN 9782723459341)
- Jean-Michel Pouy, Lacs du Dauphiné, randonnées de Belledonne aux Ecrins, Glénat, coll. « Montagne-Randonnée », 2006  (ISBN 9782723453998)
- Jean-Michel Pouy, Refuges du Dauphiné, chemins d'accès et randonnées alentour, Glénat, coll. « Montagne-Randonnée », 2011  (ISBN 9782723477314)
- Jean-Michel Pouy, Massif de Belledonne, randonnées vers les sommets, Glénat, coll. « Rando-Evasion », 2020  (EAN 9782344038291)

#### Alpinisme
- Volodia Shahshahani, Belledonne : Isère-Arc-Romanche, Volopress, coll. « Toponeige », 2005  (ISBN 2912063094)
- Sébastien Escande, Jérôme Weiss, Alpinisme hivernal en Dauphiné, tome 1: Belledonne, Taillefer, Grand Armet, Éditions Patrick Col, coll. « Topo », 2007  (ISBN 9782951393868)
- Lionel Tassan, Belledonne Escalade, VTOPO, coll. « VTOPO Roc », 2010  (ISBN 9782916972220)